# Штамповка эластичными средами

Штамповка эластичными средами

Штамповка эластичными средами — специальный вид обработки металлов давлением и считается одним из прогрессивных технологических процессов.

## Достоинства
Штамповка эластичными средами имеет ряд преимуществ, так как в её структуре предусматривается использование универсальной технологической оснастки. Именно значительное конструктивное упрощение, снижение металлоёмкости и стоимости технологической оснастки является основным достоинством этого метода штамповки.
Штамповка эластичными средами характеризуется:
- исключительно высокой производительностью;
- сжатыми сроками подготовки производства;
- рациональным использованием основных материалов;
- достижением наилучших механических свойств изготовляемых деталей;
- неограниченными возможностями в части механизации и автоматизации производства;
- минимальными затратами на штамповый инструмент.

## Требования к заготовкам
При штамповке резиной, кроме общих требований, предъявляемым к заготовкам, необходимо учитывать следующие:
- кромки в листах вогнутых бортов следует тщательно зачищать, особенно при высотах бортов близких или равных максимально допустимых.

При штамповке эластичными средами с нагревом:
- заготовки перед нагревом необходимо обезжиривать;
- маркировку на них перед нагревом следует смывать для предотвращения неравномерного нагрева;
- остатки защитных прокладок, налипающих на заготовку после штамповки с нагревом, следует счищать щёткой с промывкой тёплой водой.

Для повышения коэффициента использования материала рекомендуется применять групповую вырезку деталей. При проектировании карты раскроя заготовки следует учитывать следующие расстояния:
- между получаемыми деталями,
- между деталями и краем листа.

Давление, необходимое для групповой вырезки-пробивки деталей из общей заготовки, следует определять из условия пробивки наименьшего из отверстий (пазов), имеющихся на деталях, входящих в комплект.

## Контактное трение и смазки
Металлы и их сплавы, нагретые до высокой температуры (при штамповке эластичными средами с нагревом заготовки), обладают высокими фрикционными свойствами (например, для нагретых титановых сплавов с большинством сплавов он составляет 0,65-0,68). При штамповке это вызывает налипание частиц деформируемого материала на инструмент, появление задиров на детали. В связи с этим для уменьшения трения необходимо применять смазки.
Смазки следует применять при:
- штамповке выпуклых бортов деталей по жёсткому пуансону с неподвижной прижимной опорой,
- штамповке-вытяжке деталей по жёсткой матрице.

При штамповке по жёсткому пуансону вогнутых бортов, рифтов и подсечек смазка не требуется.
Смазку следует наносить на поверхность штамповой оснастки, относительно которой перемещается заготовка (например, на рабочую поверхность прижимной опоры). Допускается смазывать поверхность заготовки, обращённую в сторону металлической рабочей части. Поверхность заготовки, обращённая в сторону эластичной подушки должна оставаться чистой и сухой.
Наносить смазку рекомендуется методом напыления или кистью. Удалять — либо механическим способом (щёткой с промывкой в тёплой воде), либо химическим способом (травлением).

## Классификация деталей, получаемых процессами штамповки эластичными средами

Типовые элементы, получаемые штамповкой эластичными средами

Детали, изготовляемые процессами листовой штамповки эластичными средами, можно классифицировать по двум направлениям: в зависимости от пространственной схемы и контура детали, либо по входящим в данную деталь элементам.
В зависимости от пространственной схемы, контура детали и вида стенки все детали, получаемые штамповкой эластичными средами можно разделить на группы. Также можно классифицировать детали по типу составляющих их элементов.
Исходя из элементного состава и габаритов деталей подбирается схема штамповки:
- детали сложной формы и повышенной точности — в контейнерах с замкнутым объёмом,
- детали большой длины со значительной шириной отгибаемых бортов — в контейнерах с открытым объёмом,
- на матрице, не заключённой в контейнер.

Область применения процесса штамповки из листовых материалов деталей типа плоских стенок с бортами, рифтами, подсечками, типа нервюр, диафрагм, профилей, кронштейнов, полупатрубков, гофрированных или рифлёных стенок и др.

## Краткая характеристика процессов

### Вырезка деталей и пробивка отверстий
Вырезной шаблон, выполняющий роль пуансона и имеющий форму вырезаемой детали, устанавливается на подштамповую плиту (боек). На шаблон укладывается заготовка, размеры которой больше размеров вырезного шаблона на припуск. При опускании контейнера эластичная подушка прижимает заготовку к вырезному шаблону, отгибает припуск по режущей кромке шаблона и защемляет припуск между подушкой и подштамповой плитой. При дальнейшем увеличении давления в контейнере происходит разделение металла по режущей кромке вырезного шаблона.
Процесс вырезки может осуществляться по схеме, когда контейнер с эластичной подушкой устанавливается на нижней плите пресса, а подштамповая плита (боек) крепится к ползуну. В этом случае заготовка укладывается непосредственно на эластичную подушку, а вырезной шаблон устанавливается на заготовку.
При вырезке деталей по схеме с нижним расположение контейнера обеспечивается возможность более равномерного распределения припуска по всему периметру шаблона, но затрудняется удаление отштампованных деталей и отходов.

### Свободная гибка листовых деталей
Свободная гибка — способ формообразования борта детали, при котором происходит упругопластическое отклонение одной части заготовки относительно другой по прямой линии. При этом борт заготовки испытывает распределенное давление со стороны эластичной среды, то есть деформируется свободно.
Гибка листового металла эластичной средой осуществляется в результате совместной упруго-пластической деформации заготовки и упругой деформации эластичной матрицы.
Гибка может осуществляться на эластичной матрице, не заключенной в контейнер, в контейнерах с открытым и замкнутым объемами. В контейнере с открытым объемом рекомендуется изготавливать детали большой длины со значительной шириной отгибаемых полок (бортов).
В контейнере с закрытым объемом изготавливаются детали сложной формы и повышенной точности. При необходимости с гибкой совмещаются операции: вырезка, пробивка, отбортовка и формовка.
На одной и той же эластичной матрице можно изготавливать детали различной конфигурации, меняя при этом только гибочный пуансон (формблок).
Эластичная матрицы не повреждает поверхности штампуемой детали и пригодная для гибки заготовок с полированной поверхностью и различными защитно-декоративными покрытиями.

### Гибка-формовка листовых деталей
Гибка-формовка — способ формообразования выпуклого, вогнутого или выпукло-вогнутого борта в деталях с плоской стенкой. Линия изгиба борта (при виде сверху) есть кривая с некоторым радиусом R. Процесс гибки-формовки сопровождается деформациями сжатия или растяжения борта заготовки под действием изгибающего момента. Поэтому процесс формообразования гибкой-формовкой выпуклого борта называют вытяжкой, а вогнутого — отбортовкой.

#### Формовка выпуклого борта
Возможности формообразования выпуклых бортов эластичными средами ограничиваются образованием складок-гофров вследствие интенсивного действия тангенциальных сжимающих напряжений.
Критериями формуемости выпуклых бортов принята зависимость предельной без гофров высоты от исходной ширины фланца в заготовке.
Выпуклый борт при формообразовании эластичной средой по жесткому пуансону с неподвижной прижимной опорой на размере оформляются по формблоку достаточно точно и практически не требуют доводки контура.

#### Формовка вогнутого борта
Возможности формообразования вогнутых бортов ограничиваются разрывами материала вследствие преобладающего действия деформации тангенциального растяжения и недоформовки бортов из-за недостаточного удельного давления или твердости резины.

### Штамповка-вытяжка при неподвижной прижимной опоре

Типовые формы неподвижных прижимных опор

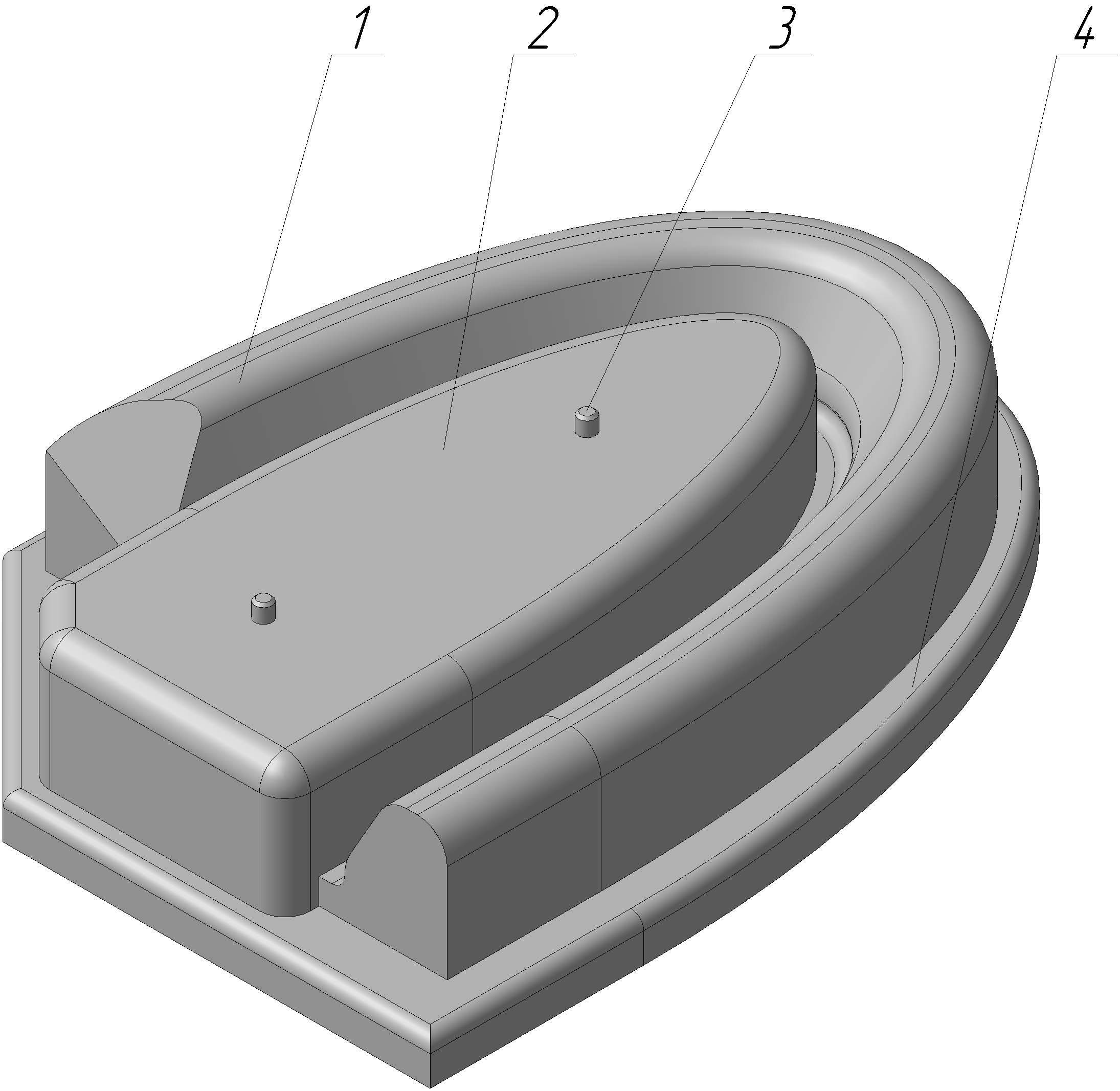
Типовая конструкция НПО в сборе с формблоком:
1 - неподвижная прижимная опора,
2 - формблок,
3 - фиксирующин штифты,
4 - основание

Штамповка-вытяжка при неподвижной прижимной опоре — способ формообразования выпуклого борта в деталях с плоской и криволинейной стенкой. При этом с помощью НПО фланцу заготовки придается форма, обеспечивающая превращение его в борт детали без потери устойчивости. Кроме того, для формообразования деталей с выпуклыми бортами можно применить штамповку-вытяжку посредством подвижной щелевой матрицы или штамповку-вытяжку по пуансону с подвижным прижимом.
Штамповку-вытяжку по формблокам при НПО применяют для изготовления листовых деталей из алюминиевых сплавов с давлением эластичной среды до 100МПа, когда невозможно получить выпуклые участки бортов свободной гибкой-формовкой. При этом с помощью НПО фланцу заготовки придается форма, обеспечивающая его превращение без потери устойчивости.

### Рельефная формовка листовых деталей
Рельефная формовка — способ выполнения операций, необходимых для получения отбортовок, подсечек и рифтов. При формовке образование рельефа (отбортовок, рифтов) происходит за счет утонения материала заготовки.

#### Рифты
Возможности формообразования рифтов ограничиваются в основном разрывами материала вследствие преобладающего действия деформаций растяжения и, реже, — образованием складок. Поэтому критерием формуемости рифтов принят коэффициент выдавки — отношение высоты рифта к его ширине.
Также возможность выполнения формовки рифтов зависит от предельных размеров радиуса поперечного сечения рифта (R), высоты (глубины) рифта (h), ширины рифта (B), внутреннего радиуса рифта (r).

#### Формовка надписей и рисунков
Формовка надписей и рисунков производится на заготовках из пластичных материалов:
- алюминиевых сплавов марок АМцМ, АД1М, Д16АМ,
- меди марок М1, М2, М3 толщиной до 2,0-2,5мм'',
- конструкционных и нержавеющих сталей,
- латуни толщиной до 1,0-1,5мм.

Формблоки должны иметь выемки (впадины), повторяющие надпись или рисунок в зеркальном отображении.
Формовку надписей и рисунков можно производить с одновременной вырезкой детали по контуру и пробивкой крепежных и других отверстий (например, при изготовлении табличек). В этом случае формблок является одновременно вырезным шаблоном.

#### Формовка подсечек

Формблок с неподвижной прижимной опорой для штмповки листовых подсечек: 1 - боковая прижимная опора, 2 - формблок, 3 - передняя прижимная опора.

Штамповку концевых и срединных подсечек производят одновременно с формообразованием бортов детали. Материал заготовки при этом должен быть в состоянии наибольшей пластичности.
Штамповка подсечек эластичными средами осуществляется либо на свободных формблоках, либо с применением НПО.
Штамповку подсечек в два перехода целесообразно выполнять для деталей, имеющих более 3…5 подсечек. При меньшем количестве подсечек на детали целесообразность применения специальной оснастки определяют по объему ручной доработки.
Подсечка может быть одно- и двусторонней. Односторонняя подсечка выполняется либо со стороны борта, либо со стороны стенки листовой детали. Двусторонняя подсечка выполняется одновременно со стороны стенки и борта детали.

### Вытяжка листовых деталей эластичными средами
Вытяжка осуществляется эластичным пуансоном по жесткой матрице и жестким пуансоном по эластичной матрице.
При изготовлении деталей, вытягиваемых эластичными средами, возможен разрыв борта. Во избежание этого необходимо принимать во внимание предельные коэффициенты однооперационной вытяжки — отношение диаметра получаемой детали к диаметру заготовки.
Вытяжка жестким пуансоном по эластичной матрице обладает значительно большими возможностями, чем вытяжка в инструментальных штампах. Штамповку-вытяжку можно производить с коэффициентами вытяжки, которые на 15-20 % превышают рекомендуемые при штамповке в инструментальных штампах.

## Оснастка и эластичные среды
Особенность изготовления авиационных деталей состоит в следующем:
- борта деталей выполняются как направленными в одну, так и в противоположные стороны,
- наличие малкованных бортов,
- наличие большого количества отверстий и пр.

В связи с этим возникает задача конструирования минимального перечня оснастки. Необходимо изготавливать штамповую оснастку для выполнения комбинированных и совмещенных операций.

### Формблоки для выполнения совмещенных операций
Для выполнения операций формовки бортов с одновременной отбортовкой и пробивкой отверстий используются комбинированные Формблоки.
Для отбортовки отверстий, направленных в сторону бортов и одновременной пробивки отверстий применяют комбинированные Формблоки.
Наличие опорной бобышки внутри вырезного кольца высотой равной высоте кольца улучшает качество среза и обеспечивает высокую стойкость эластичной среды.
По мере затупления и износа, вырезные кольца комбинированных формблоков можно заменять.

### Формовка противоположно направленных бортов
Для штамповки деталей с противоположно направленными бортами применяют следующий оснастку, показанную на рис.4.9. Эта технология устарела – можем гнуть два разнонаправленых борта за один ход на формблоке.
В первый переход формуют один борт, во второй – уже готовый борт накрывают технологическим вкладышем, который предотвращает повреждение эластичной подушки о сформированный борт.

### Двойные формблоки
Для штамповки бортов с противоположно направленными стенками также применяют двойные формблоки (рис.4.10). Особенность такого типа формблоков заключается в том, что одну операцию можно формовать одновременно две детали в два перехода, осуществляя штамповку в один переход для каждого борта.
Выступающие части детали накрываются технологическими накладками (прижимами).

### Разборные формблоки
При штамповке деталей с поднутрением и отрицательной малкой на двух бортах на формблоках обычного типа встает вопрос о снятии отформованной детали с формблока.
При выполнении таких типов операции следует применять разборные формблоки (рис.4.11.). После штамповки детали рабочая часть формблока, выполненная из двух элементов, снимается с основания и разбирается, освобождая деталь.